# Мишнёв, Анатолий Иванович
Анатолий Иванович Мишнёв (род. 24 сентября 1957 года, Агапоново, Смоленский район, РСФСР, СССР) — российский политик, член Совета Федерации Федерального Собрания Российской Федерации — представитель от администрации Смоленской области и член Комитета Совета Федерации по аграрно-продовольственной политике и природопользованию с 23 ноября 2012 года по 29 сентября 2015. 

## Биография
Анатолий Иванович Мишнёв родился 24 сентября 1957 года в деревне Агапоново. В 1979 году окончил Великолукский сельскохозяйственный институт. После выпуска из учебного заведения работал агрономом-семеноводом в опытно-производственном хозяйстве «Верховье» Смоленского района. В 1998 году в Белорусской сельскохозяйственной академии защитил кандидатскую диссертацию, в 2001 году также окончил Юридический институт МВД РФ (Смоленский филиал) по специальности «Юриспруденция».
С 1981 года Анатолий Иванович работал в совхозе «Новосельское» в должностях заместителя директора, главного агронома, директора. С 1992 года — генеральный директор АОЗТ «Новосельское», в 2001—2002 годах — председатель СПК «Весна». С 1997 года по 2012 год являлся депутатом Смоленской областной Думы II, III и IV созывов. С июля 2006 года — председатель Смоленской областной Думы III созыва, с декабря 2007 года — председатель Смоленской областной Думы IV созыва.
В 90-е годы Мишнёв был исполнительным директором фонда «Содействие».
Был награждён медалью «За активное участие во Всероссийской переписи населения» и медалью Жукова, почётными грамотами Совета Федерации Федерального Собрания РФ и Смоленской областной Думы. В ноябре 2012 года в связи с назначением в СФ РФ Анатолий Иванович Мишнёв досрочно был освобождён от должности председателя областной Думы.
Анатолий Мишнёв внёс значительный вклад в восстановление храма Андрея Смоленского в Красном Бору.
С ноября 2012 года по сентября 2015 Анатолий Мишнёв был членом Совета Федерации, верхней палаты российского парламента. В мае 2016 года Анатолий Иванович стал заместителем руководителя Смоленскстата.

### Уголовное дело
5 декабря 2017 года Анатолия Ивановича, находящегося в своём рабочем кабинете, задержали оперативники, однако он вскоре вышел из СИЗО под подписку о невыезде. 8 декабря суд Ленинского района Смоленска отпустил Мишнёва под залог. Его обвиняли в передаче взятки от представителей бывшего руководителя смоленского отделения «Россельхозбанка» Тимура Кучера руководству Смоленского областного суда. Анатолий Иванович полностью признал свою вину. 20 марта 2018 суд Промышленного района признал вину Мишнёва. Сам Анатолий Иванович получил условный срок. Суд также обязал Мишнёва выплатить штраф в размере 300 000 рублей.
11 апреля 2018 года президиум регионального политсовета партии «Единая Россия» принял решение об исключении Анатолия Ивановича Мишнёва из партии